# Takumi Nakamura (Fußballspieler)
Takumi Nakamura (jap. 中村 拓海, Nakamura Takumi; * 16. März 2001 in der Präfektur Ōita) ist ein japanischer Fußballspieler.

## Karriere

### Verein
Takumi Nakamura erlernte das Fußballspielen in der Schulmannschaft der Higashi Fukuoka High School. Seinen ersten Vertrag unterschrieb er 2019 beim FC Tokyo. Der Verein, der in der Präfektur Tokio beheimatet ist, spielte in der höchsten Liga des Landes, der J1 League. Die U23-Mannschaft spielte in der dritten Liga, der J3 League. 21-mal Kam er in der dritten Liga zum Einsatz. 2020 stand er mit Tokyo im Finale um den J.League Cup 2020. Hier besiegte man am 4. Januar 2021 Kashiwa Reysol mit 2:1. Nach insgesamt 35 Erstligaspielen wechselte er im Januar 2022 nach Yokohama zum Erstligaabsteiger Yokohama FC. Am Ende der Saison 2022 feierte er mit Yokohama die Vizemeisterschaft der zweiten Liga und den Aufstieg in die erste Liga. Am Ende der Saison 2023 musste er mit Yokohama als Tabellenletzter wieder in die zweite Liga absteigen. Am Ende der Saison 2024 wurde er mit Yokohama Vizemeister und stieg in die erste Liga auf. Nach dem Aufstieg verließ er den Verein und schloss sich im Januar 2025 in Osaka dem Erstligisten Cerezo Osaka an.

### Nationalmannschaft
Takumi Nakamura spielte 2019 zweimal in der japanischen U20-Nationalmannschaft.

## Erfolge
FC Tokyo
- Japanischer Ligapokalsieger: 2020

Yokohama FC
- Japanischer Zweitligavizemeister: 2022  ▲
- Japanischer Zweitligavizemeister: 2024  ▲